# 3-辛酮
3-辛酮是一种天然酮，化学式为C2H5C=O(CH2)4CH3，它是低挥发性的无色可燃液体，具有果香，微溶于水。存在于薰衣草、迷迭香、桃等植物中。